# Uncinula necator
Erysiphe necator Schwein  (sin. Uncinula necator) (forma conidica Oidium tuckeri) è un fungo fitopatogeno della famiglia Erysiphaceae agente eziologico dell'Oidio o Mal bianco della vite. 
L'oidio si manifesta con macchie pulverulente grigio-biancastre che ricoprono gli organi verdi della pianta, con una graduale decolorazione della foglia, che prima ingiallisce e successivamente si secca, a volte il fungo colpisce solo il centro della foglia. L'umidità sommata al caldo e alla scarsa aerazione contribuisce all'insorgere dell'oidio, che si manifesta in una fascia che va dagli 8° fino ai 30°, questo favorisce il fungo specialmente in autunno e primavera. L'oidio ha una vasta "scelta" di piante ospiti, che vanno dalle specie erbacee a quelle arboree come gli alberi da frutto.

## Danni alla vite
La vite europea Vitis vinifera L. è uno degli ospiti preferiti dal patogeno; insieme alla peronospora è da considerare tra le avversità che compromettono maggiormente la potenzialità produttiva della vite. Si manifesta generalmente come macchie biancastre polverulente sulla pagina superiore delle foglie che con il decorso della malattia tendono a necrotizzare. Determina infatti una crescita anomala della foglia che si arriccia e si contorce dal momento che l'epidermide durante la crescita non si distende in modo normale. Analogo fenomeno avviene per gli acini che si deformano e si spaccano a causa della pressione interna della polpa che aumenta. Il danno maggiore si verifica proprio su questi ultimi, ove il parassita ha una rapida diffusione: si possono verificare spaccature dell'epidermide, con conseguente possibilità di insediamento di altri patogeni, come Botrytis cinerea agente causale della muffa grigia. Se l'attacco è precoce, inibisce la crescita dei grappolini che abortiscono e muoiono, mentre se gli acini sono già formati ma ancora piccoli, ne inibisce lo sviluppo.

## Cura e prevenzione
La lotta all'oidio della vite risulta spesso difficile dal momento che il patogeno ha un intervallo di sopravvivenza molto ampio. Le infezioni sembrano essere influenzate dalla temperatura (optimum 20-25 °C) mentre una elevata umidità favorisce la sporulazione.
Il mantenimento di una chioma aerata non ha nessuna influenza sugli attacchi di Erysiphe necator. Infatti è in grado di svilupparsi a basse soglie di umidità e il vento favorisce il trasporto dei conidi su piante sane.

### Criteri di intervento per la cura della vite
- Zone ad alto rischio:

dal germogliamento alla prefioritura, interventi preventivi con antioidici di copertura.
Dalla prefioritura si favorisce l'alternanza tra antioidici sistemici e zolfo.
- Zone a basso rischio:

si interviene a partire dall'allegagione, ripetendo le applicazioni in funzione dell'andamento stagionale ed alla presenza della malattia. In genere per le uve da vino i trattamenti terminano in coincidenza della invaiatura; per le uve da tavola si continua anche dopo l'invaiatura con trattamenti polverulenti a base di zolfo per proteggere il graspo.
Lo zolfo polverulento risulta a tutt'oggi uno tra i prodotti più validi nella lotta preventiva agli oidi e in particolare a quello della vite, ma con scarsa efficacia nei casi di infezione in atto. Presenta ridotta sublimazione con temperature inferiori ai 18 °C, elevata fitotossicità con temperature superiori ai 30 °C e una temperatura ottimale tra i 25 e i 30 °C. 
Altro prodotto naturale è l'Ampelomyces quisqualis che è un fungo iperparassita antagonista dell'oidio, anch'esso impiegato in agricoltura biologica.

## Curiosità
Per anni si è diffusa la credenza che molti viticoltori per prevedere l'attacco di Oidio su vite impiantassero cespugli di rose ai bordi del vigneto o ad inizio filare. Questa usanza risponde in realtà più a motivi estetici come imitazione dei vigneti francesi che ad una vera ragione tecnica. Storicamente il cespuglio di rose a fine filare era utilizzato per costringere il cavallo a non fare curve troppo strette nel cambio fila; questo per evitare che l'attrezzo dietro il cavallo andasse a sbattere contro il palo di testata.  L'oidio della rosa infatti è di un'altra specie Sphaerotheca pannosa (f.c. Oidium leucoconium), anche se quest'ultimo risulta essere l'agente patogeno del pesco e di alcune prunoidee, e solo in anni a forte pressione della malattia c'è presenza contemporanea dei due patogeni.